# Gmina Zielonki
Die Gmina Zielonki ist eine Landgemeinde im Powiat Krakowski der Woiwodschaft Kleinpolen in Polen. Ihr Sitz ist das gleichnamige Dorf mit etwa 3800 Einwohnern.

## Gliederung

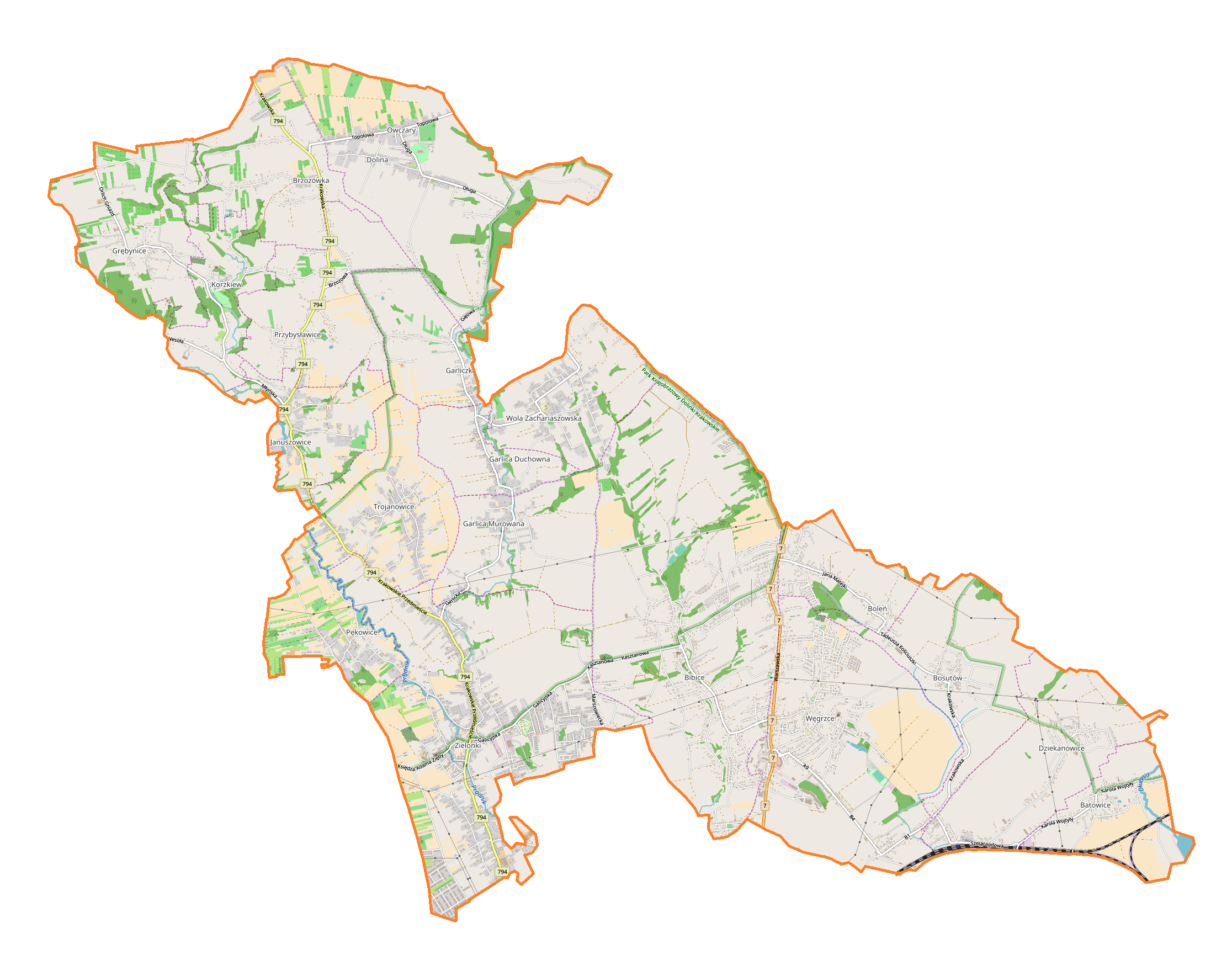
Karte der Gemeinde

Zur Landgemeinde (gmina wiejska) Zielonki gehören folgende Dörfer mit einem Schulzenamt:
Batowice
Bibice
Bosutów - Boleń
Brzozówka
Dziekanowice
Garlica Duchowna
Garlica Murowana
Garliczka
Grębynice
Januszowice
Korzkiew
Osiedle Łokietka
Owczary
Pękowice
Przybysławice
Trojanowice
Węgrzce
Wola Zachariaszowska
Zielonki